# 미현리 부운재
미현리 부운재는 대한민국 경상북도 포항시 기계면에 있다. 2016년 9월 5일 포항시의 향토문화유산(유형) 제2016-02호로 지정되었다.

## 개요
미현리 부운재는 기계유씨의 시조인 신라 아찬 유삼재공의 영묘를 수호하기 위해 세운 재궁으로 1710년(숙종 37년)에 부운암 16칸을 건립하면서 비롯되었으며 1920년에 정사 12칸과 낭무 18칸의 목조와가 3동을 개건하여 부운재라 개칭하였다. 그 후 1944년과 1959년, 1979년에 각각 증개축과 중수가 이루어졌으며 1985년에는 대대적으로 개축하여 현재에 이르고 있다.